# Martin von Blya
Martin von Blya (* um 1400; † 1457) war Weihbischof in Utrecht und Münster sowie Titularbischof in der Diözese Mayo.

## Leben
Martin von Blya war Mönch in der Zisterzienserabtei Kloster Klaarkamp im Bistum Utrecht. Am 10. April 1432 wurde er Titularbischof von Majo. Der münsterische Bischof Walram ernannte ihn im August 1450 zum Weihbischof in seinem Bistum. Martin betätigte sich im Archidiakonat Friesland, wo er in der Großen Kirche in Emden am 2. Januar 1453 den Gläubigen den Ablass erteilte. Über seinen weiteren Lebensweg gibt die Quellenlage keinen Aufschluss.